# Sigurd Littbarski
Sigurd Littbarski (* 30. September 1949 in Berlin) ist ein deutscher Jurist und emeritierter Universitätsprofessor, der zuletzt an der Europa-Universität Viadrina lehrte. Forschungsschwerpunkte Littbarskis sind das Versicherungs- und Haftungsrecht, das Arbeitsrecht sowie das deutsche und internationale Zivilprozessrecht.

## Leben
Nach dem Abitur am Goethe-Gymnasium in Berlin-Wilmersdorf studierte Littbarski ab 1969 an der Freien Universität Berlin Rechtswissenschaften. Dort promovierte er 1979 mit einer Arbeit zur Versicherbarkeit des Unternehmerrisikos zum Dr. jur. Die Habilitation erfolgte 1991 an der Johann-Wolfgang-Goethe-Universität Frankfurt am Main mit einer gesellschafts- und zivilprozessualen Arbeit. Die beiden juristischen Staatsexamina hatte Littbarski 1973 bzw. 1976 in Berlin abgelegt.
Littbarski arbeitete 1976–1990 als wissenschaftlicher Assistent an der Freien Universität und an der Goethe-Universität in Frankfurt am Main, zwischen 1982 und 1985 unterbrochen durch eine Tätigkeit im Bereich Industrieversicherung des Gerling-Konzerns in Köln. 1991 und 1992 nahm Littbarski verschiedene Lehrstuhlvertretungen wahr und wurde sodann auf eine Professur an die Universität Heidelberg berufen. Er wechselte 1991 an die im Jahr zuvor neu errichtete Universität in Frankfurt (Oder). Dort lehrte er als Professor für Bürgerliches Recht, Arbeits- und Wirtschaftsrecht, Zivilprozess- und Gerichtsverfassungsrecht sowie internationales Verfahrensrecht bis zur Emeritierung im Jahr 2015.
Der Fußballer Pierre Littbarski ist sein Großneffe.

## Werke (Auswahl)
- Zur Versicherbarkeit des „Unternehmerrisikos“. Untersuchung über die Deckung von Schadensersatzansprüchen in der allgemeinen Haftpflichtversicherung. Krüger Verlag, Berlin 1980, ISBN 3-921387-11-6.
- Der Wegfall der Geschäftsgrundlage im öffentlichen Recht. Peter Lang Verlag, Frankfurt am Main u. a. 1982, ISBN 3-8204-7260-6.
- Einstweiliger Rechtsschutz im Gesellschaftsrecht. Verlag C.H. Beck, München 1996, ISBN 3-406-41311-0.
- Allgemeine Versicherungsbedingungen für die Haftpflichtversicherung. Kommentar. Verlag C.H. Beck, München 2001, ISBN 3-406-46150-6.
- Haftung und Versicherung der Baubeteiligten. 2. Auflage. Werner Verlag, Düsseldorf 2006, ISBN 3-8041-4757-7.
- Produkthaftpflichtversicherung. Kommentar zu den Besonderen Bedingungen und Risikobeschreibungen für die Produkthaftpflichtversicherung von Industrie- und Handelsbetrieben (Produkthaftpflicht-Modell). 2. Auflage. Verlag C.H. Beck, München 2014, ISBN 978-3-406-52548-3.